# Petrotilapia genalutea
Petrotilapia genalutea là một loài cá thuộc họ Cichlidae. Nó là loài đặc hữu của Malawi. Môi trường sống tự nhiên của chúng là hồ nước ngọt.